# Alkman

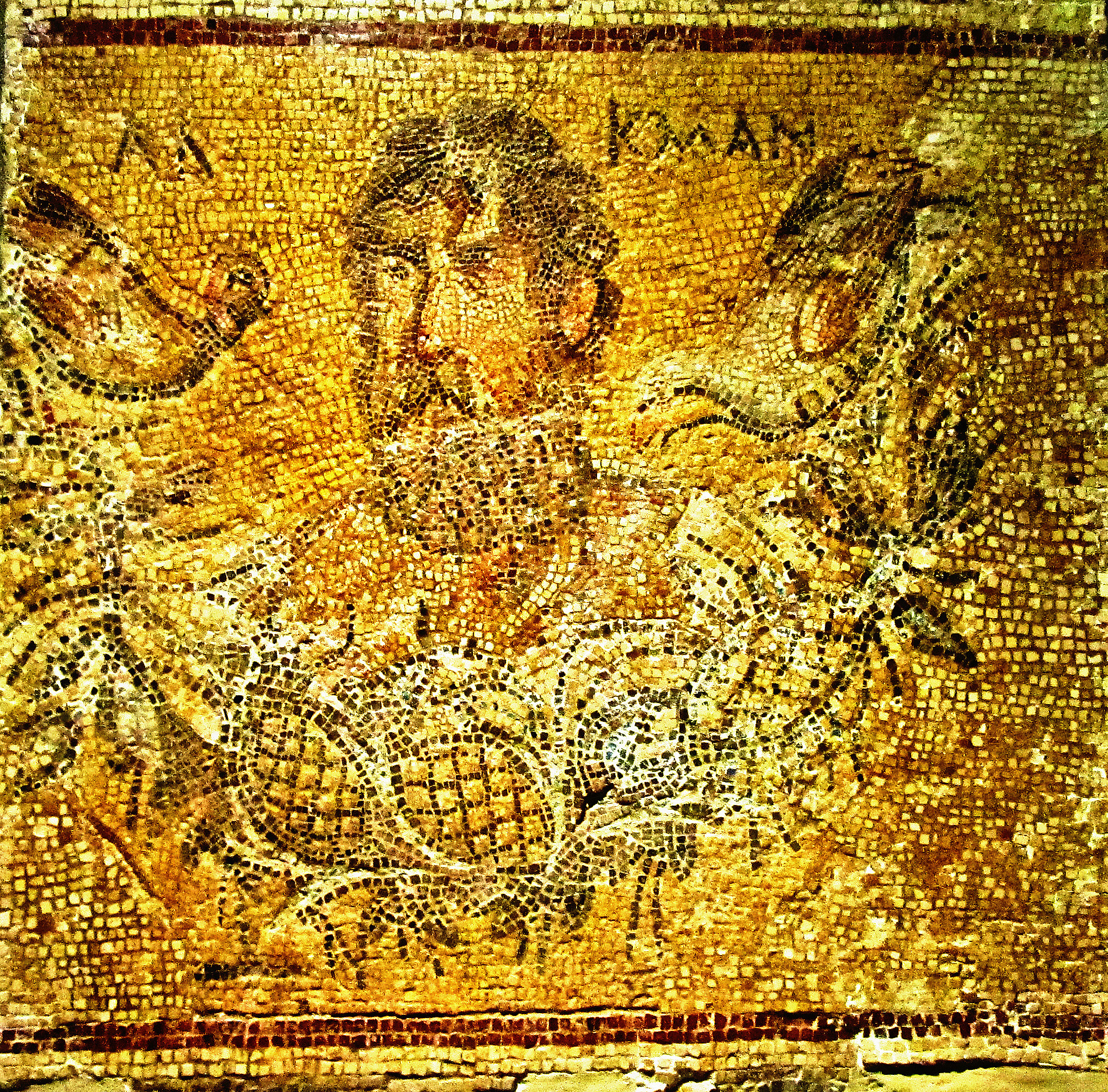
Mosaik från Romerska Egypten föreställande Alkman

Alkman var en grekisk författare av körlyrik, den förste som finns bevarad i någon större utsträckning och de nio lyrikerna. 
Alkman verkade under 600-talet f.Kr. i Sparta. Det råder oenighet om hans ursprung och levnadsår. Vissa antika källor hävdar att han var lydier från Sardes, andra att han var infödd lakonier. Enligt några källor var han en frigiven slav. Av de sex böcker han sägs ha skrivit finns endast ungefär 200 verser bevarade. 
I jämförelse med senare körlyrik är Alkmans dikter skrivna på ett relativt folkligt doriskt språk och har en ganska provinsiell prägel med referenser till lokala gudomar och personer. Hans verk ger en målande bild av 600-talets Sparta, som var en betydligt mer kulturell stad än den blev under klassisk tid.
Alkmans mest kända verk är Partheneion, en dikt av vilken ungefär 100 verser dels finns bevarade (med luckor) i en papyrus som hittades i Egypten 1855 och dels bland samlingen Oxyrhynchus papyri. Dikten tycks vara en sång som framfördes av en kör bestående av tio flickor som en del av en körtävling. I dikten beskriver flickorna sig själva och sina konkurrenter.